# Sites sacrés et chemins de pèlerinage dans les monts Kii
Les sites sacrés et chemins de pèlerinage dans les monts Kii sont situés dans les forêts des monts Kii au Japon, correspondant à la région de Kumano, ou aux préfectures de Wakayama, Nara et Mie de la péninsule de Kii, dans le parc national de Yoshino-Kumano. Trois sites sacrés du shintoïsme et du bouddhisme, Yoshino, Omine y compris le mont Hakkyō, et Kumano Sanzan (comprenant le Nachi-taisha, le Hongu-taisha et le Hayatama-taisha), ainsi que Kōyasan, sont reliés par des chemins de pèlerinage aux anciennes capitales de Nara et Kyoto.
Les sites ont été enregistrés en 2004 sur la liste du patrimoine mondial de l'Unesco.
Lors du passage du tempête tropicale Talas en 2011, les sites ont été endommagés.

## Sentiers
Les chemins de pèlerinage appelés Kumano Kodō (熊野古道) se divisent en cinq sentiers.
- le petit sentier (小辺路, Kohechi?) : de Kōyasan (高野山?) à Kumano Sanzan (熊野三山?) (environ 70 km) ;
- le sentier moyen (中辺路, Nakahechi?) : de Tanabe (田辺?) à Kumano Sanzan (熊野三山?) ;
- le grand sentier (大辺路, Ohechi?) : de Tanabe (田辺?) à Kushimoto (串本?) et Kumano Sanzan (熊野三山?) (environ 120 km) ;
- le sentier d'Ise (伊勢路, Iseji?) : du sanctuaire d'Ise (伊勢神宮?) à Kumano Sanzan (熊野三山?) (environ 160 km) ;
- le sentier de Kii (紀伊路, Kiiji?) : d'Ōsaka (大阪?) à Tanabe (田辺?).

La péninsule de Kii se trouve dans une des régions du Japon à forte pluviométrie. C'est pour cette raison que les sentiers y ont été pavés de pierres en de nombreux points. À l'époque d'Edo (1603-1868), le fief de Wakayama jalonna les sentiers de bornes ichirizuka (一里塚), distantes d'un ri (environ 500 mètres).

## Histoire
La région de Kumano figure dans le Nihon shoki (日本書紀) en tant que lieu de culte naturel. Yoshino et Omine firent très tôt l'objet d'un culte shinto avant d'être associés vers le VIIIe siècle à la voie du Shugendō. Au Xe siècle, les trois grands sanctuaires liés au culte des montagnes environnantes se rapprochent et forment le complexe religieux de Kumano Sanzan, auquel se rajoutent des temples bouddhistes comme le Seiganto-ji. La cascade de Nachi est alors perçue comme le centre spirituel de la région dans le shinto. D'autre part, le mont Kōya fondé au IXe siècle est le centre de l'école bouddhiste Shingon. La région est donc depuis l'époque féodale un haut lieu de pèlerinage.

## Les 99ōji
À l'époque d'Edo, il y avait près d'une centaine de ōji, les kujūkuōji (九十九王子, litt. 99 ōji), sur les sentiers qui mènent d'Osaka à Kumano Sanzan. Il en reste aujourd'hui très peu.

## Liste des sites
| Région               | Bien culturel | Type                       | Emplacement                                        | Image |
| -------------------- | --- | -------------------------- | -------------------------------------------------- | ----- |
| Yoshino et Ōmine     | Mont Yoshino (吉野山, Yoshino-yama) | Montagne                   | Yoshino, Nara                                      |       |
| Yoshino et Ōmine     | Yoshino Mikumari-jinja (吉野水分神社) | Sanctuaire shinto          | Yoshino, Nara                                      |       |
| Yoshino et Ōmine     | Kimpu-jinja (金峯神社) | Sanctuaire shinto          | Yoshino, Nara                                      |       |
| Yoshino et Ōmine     | Kinpusen-ji (金峯山寺) | Temple bouddhiste Shugendō | Yoshino, Nara                                      |       |
| Yoshino et Ōmine     | Yoshimizu-jinja (吉水神社) | Sanctuaire shinto          | Yoshino, Nara                                      |       |
| Yoshino et Ōmine     | Ōminesan-ji (大峯山寺) | Temple Shugendō            | Yoshino, Nara                                      |       |
| Kumano Sanzan        | Kumano Hongū-taisha (熊野本宮大社) | Sanctuaire shinto          | Tanabe, Wakayama                                   |       |
| Kumano Sanzan        | Kumano Hayatama-taisha (熊野速玉大社) | Sanctuaire shinto          | Shingū, Wakayama Kihō, Mie                         |       |
| Kumano Sanzan        | Kumano Nachi-taisha (熊野那智大社) | Sanctuaire shinto          | Nachikatsuura, Wakayama                            |       |
| Kumano Sanzan        | Seiganto-ji (青岸渡寺) | Temple bouddhiste Tendai   | Nachikatsuura, Wakayama                            |       |
| Kumano Sanzan        | Cascade de Nachi (那智滝, Nachi no Taki)                                                                                                  | Chute d'eau                | Nachikatsuura, Wakayama                            |       |
| Kumano Sanzan        | Forêt de Nachi (那智原始林, Nachi Genjirin)                                                                                               | Forêt                      | Nachikatsuura, Wakayama                            |       |
| Kumano Sanzan        | Fudarakusan-ji (補陀洛山寺) | Temple bouddhiste Tendai   | Nachikatsuura, Wakayama                            |       |
| Kōyasan              | Niutsuhime-jinja (丹生都比売神社) | Sanctuaire shinto          | Katsuragi, Wakayama                                |       |
| Kōyasan              | Kongōbu-ji (金剛峯寺) | Temple bouddhiste Shingon  | Kōya, Wakayama                                     |       |
| Kōyasan              | Jison-in (慈尊院) | Temple bouddhiste Shingon  | Kudoyama, Wakayama                                 |       |
| Kōyasan              | Niukanshōfu-jinja (丹生官省符神社) | Sanctuaire shinto          | Kudoyama, Wakayama                                 |       |
| Routes du pèlerinage | Ōmine Okugakemichi (大峯奥駈道) | Sentier                    | Villages entre les préfectures de Nara et Wakayama |       |
| Routes du pèlerinage | Kumano Kodō (熊野参詣道) - Nakahechi (中辺路), y compris la rivière Kumano (熊野川) - Kohechi (小辺路) - Ōhechi (大辺路) - Iseji (伊勢路) | Sentier                    | Entre les préfectures de Mie et Wakayama           |       |
| Routes du pèlerinage | Kōyasan chōishi-michi (高野山町石道) | Sentier                    | Villages du district d'Ito, Wakayama               |       |